# Guaraíta
Guaraíta is een gemeente in de Braziliaanse deelstaat Goiás. De gemeente telt 2.370 inwoners (schatting 2009).